# David Galván Bermúdez
David Galván Bermúdez (Guadalajara, 29 de enero de 1881 - id. 30 de enero de 1915) fue un sacerdote y santo mexicano.

## Biografía
David Galván nació en Guadalajara, hijo de José Trinidad Galván y Mariana Bermúdez. Su madre moriría cuando su hijo tenía tres años de edad. Más tarde su padre volvió a contraer matrimonio y David quedó al cuidado de su padre, hermanas y su madrastra Victoriana Medina. Desde muy joven tuvo que ayudar a su padre en el taller de zapatería.
Cuando contaba con catorce años, ingresó en el seminario del Señor San José para cursar la preparatoria, pero se marcharía en 1900 para volver a trabajar en un taller de zapatería. De todas maneras, pediría la readmisión dos años después. Debido a su poca fidelidad, el prefecto general Miguel de la Mora lo sometió durante un año a pruebas rigurosas. Pero resultaba evidente que la personalidad de David se había apaciguado y sorprendió a sus examinadores por su dedicación a la oración mental y su constancia en soportar la adversidad.
Finalmente, fue ordenado el 20 de mayo de 1909 cuando contaba con 28 años y, poco después, se le confirmó como superior del mismo seminario. Desde sus comienzos como sacerdote, se caracterizó por ayudar a los más pobres. Entre los muchos cargos que ocupó dentro del mismo, fue maestro del Seminario Diocesano, responsable de las cátedras de Latinidad, Lógica, Derecho Natural y Psicología. También fue fundador y director de la revista del seminario “Voz de aliento”, desde diciembre de 1910 al año 1912. En esos mismos años, de 1909-1914, fue capellán del Hospital de San José y del Orfanatorio de La Luz, de Guadalajara, pero su labor dentro del seminario se vio interrumpida cuando el Arzobispo de Guadalajara, Francisco Orozco y Jiménez, lo disolvió a raíz de la detención de 120 clérigos. 

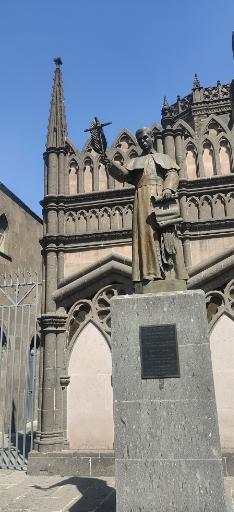
Estatua de bronce de san David Galván en el atrio de la iglesia parroquial de Nuestra Señora del Rosario, en Guadalajara

En 1914, mientras era vicario de Amatitán ayudó a una jovencita que era perseguida por el militar Enrique Vera, negándole que contrajera nupcias porque ya estaba casado. Esto acarreó al padre Galván la enemistad del teniente, quien se convirtió en su verdugo. Fue aprehendido por órdenes del ya mencionado capitán. El arresto carecía de sustento, razón por la cual el Padre David recuperó su libertad.
El sábado 30 de enero de 1915, se registraron en Guadalajara violentos enfrentamientos entre las huestes villistas y carrancistas; los presbíteros David Galván y José María Araiza, se dispusieron a auxiliar a los moribundos y heridos. Cuando cruzaban el jardín botánico, frente al viejo Hospital de San Miguel, fueron interceptados por Enrique Vera, quien ordenó su arresto inmediato y sin juicio previo, le condenaron a la pena de muerte. Un indulto salvó la vida del Padre Araiza pero Galván no corrió la misma suerte, y fue remitido a la calle Coronel Calderón, junto a la banda del Cementerio de Belén. Frente al pelotón de fusilamiento, David Galván distribuyó los objetos de valor que portaba. No quiso que le vendaran los ojos y frente a los encargados de ejecutarlo, se señaló serenamente el pecho para recibir los proyectiles.

## Veneración
En junio de 1922, sus restos fueron depositados en un templo en construcción, próximo al lugar del martirio, la actual Parroquia de Nuestra Señora del Rosario, en el barrio El Retiro. Fue beatificado el 22 de noviembre de 1992, y canonizado el 21 de mayo de 2000 por el papa Juan Pablo II, junto con otras 24 personas encabezadas por Cristóbal Magallanes.